# Bistum St. Clemens in Saratow
Das Bistum Sankt Clemens in Saratow (lateinisch Dioecesis Saratoviensis Sancti Clementis, russisch Епархия Святого Климента в Саратове Jeparchija Swjatowo Klimenta w Saratowe) ist eine in Russland gelegene Diözese der römisch-katholischen Kirche mit Sitz in Saratow.
Das Bistum erstreckt sich auf einer Fläche so groß wie Deutschland, Frankreich, Spanien und Portugal zusammen. Etwa 20.500 Katholiken leben hier unter etwa 45 Millionen Einwohnern.

## Geschichte
Papst Johannes Paul II. errichtete am 23. November 1999 auf dem Territorium des in der sowjetischen Kirchenverfolgung untergegangenen Bistums Tiraspol die Apostolische Administratur des südlichen europäischen Russlands (Russia Europea Meridionale). Die Administratur wurde am 11. Februar 2002 mit der Apostolischen Konstitution Meridionalem Russiae in den Rang eines Bistums erhoben und dem Erzbistum Moskau als Suffragandiözese unterstellt.
Seit 2004 ist das Bistum staatlich anerkannt. Die Kirche erhielt damit das Recht, ausländische Gäste einzuladen und Gotteshäuser zu bauen.

## Bischöfe
1. Clemens Pickel, seit 11. Februar 2002

## Dekanate
Das Bistum ist in sechs Dekanate gegliedert:
| - Dekanat Krasnodar - Region Krasnodar - Republik Adygeja - Dekanat Nordkaukasus - Republik Kabardino-Balkarien - Republik Karatschai-Tscherkessien - Republik Dagestan - Republik Inguschetien - Republik Nordossetien-Alanien - Republik Tschetschenien - Region Stawropol - Dekanat Astrachan - Republik Kalmückien - Oblast Astrachan - Oblast Wolgograd | - Dekanat Rostow - Oblast Rostow - Dekanat Baschkortostan-Orenburg-Tatarstan - Republik Baschkortostan - Republik Mari El - Republik Tatarstan - Republik Tschuwaschien - Oblast Orenburg - Dekanat Mittlere Wolga - Republik Mordowien - Oblast Belgorod - Oblast Woronesch - Oblast Pensa - Oblast Samara - Oblast Saratow - Oblast Tambow - Oblast Uljanowsk |